# Mycetoporus rufescens
Mycetoporus rufescens är en skalbaggsart som först beskrevs av Stephens 1832.  Mycetoporus rufescens ingår i släktet Mycetoporus, och familjen kortvingar. Arten är reproducerande i Sverige.